# Happiest Season
Happiest Season (bra: Alguém Avisa?) é um filme de comédia romântica americana de 2020 dirigido por Clea DuVall, a partir de um roteiro escrito por DuVall e Mary Holland. O filme é estrelado por Kristen Stewart, Mackenzie Davis, Alison Brie, Aubrey Plaza, Dan Levy, Mary Holland, Victor Garber e Mary Steenburgen, e segue uma mulher que luta para se assumir lésbica para seus pais conservadores durante o Natal. DuVall disse que o filme é uma visão semi-autobiográfica de suas próprias experiências com sua família.
Produzido pela TriStar Pictures, o filme foi lançado nos Estados Unidos em 25 de novembro de 2020, pela Hulu, e internacionalmente, no dia 26 de novembro, pela Sony Pictures Releasing International e Entertainment One. O filme recebeu críticas positivas.

## Elenco
- Kristen Stewart como Abigail "Abby" Holland, namorada de Harper
- Mackenzie Davis como Harper Caldwell, namorada de Abby
- Alison Brie como Sloane Caldwell, irmã mais velha de Harper
- Aubrey Plaza como Riley Bennett, ex-namorada de Harper
- Dan Levy como John, melhor amigo de Abby
- Mary Holland como Jane Caldwell, irmã de Harper
- Victor Garber como Ted Caldwell, pai de Harper
- Mary Steenburgen como Tipper Caldwell, mãe de Harper
- Ana Gasteyer como Harry Levin, uma potencial doadora de campanha
- Jake McDorman como Connor, ex-namorado de Harper
- Burl Moseley como Eric, marido de Sloane
- Sarayu Blue como Carolyn McCoy
- Timothy Simons como Ed, segurança do shopping
- Lauren Lapkus como Crystal, segurança do shopping
- Carla Gallo como a dona de casa zangada
- Michelle Buteau como Trudy
- Jinkx Monsoon como Em K. Ultra
- BenDeLaCreme como Senhorita L'Teau

## Produção
Em abril de 2018, a TriStar Pictures adquiriu os direitos de distribuição mundial do filme, com Clea DuVall definida para dirigir a partir de um roteiro que ela co-escreveu com Mary Holland e a produção de Marty Bowen e Isaac Klausner por meio da Temple Hill Productions e, com co-financiamento da Entertainment One, que cuidará da distribuição no Reino Unido e Canadá e a Sony Pictures fará a distribuição em outros lugares por meio do selo TriStar. DuVall disse que "de muitas maneiras, este filme é autobiográfico" e ela escreveu o filme para ver suas próprias experiências retratadas na tela.
Em novembro de 2018, Kristen Stewart assinou contrato para estrelar o filme, com Mackenzie Davis se juntando ao elenco em janeiro de 2019. O elenco restante foi completado em janeiro de 2020, com a adição de Mary Steenburgen, Victor Garber, Alison Brie, Aubrey Plaza e Dan Levy.
A fotografia principal começou em 21 de janeiro de 2020, em Pittsburgh e terminou em 28 de fevereiro de 2020, pouco antes de a indústria cinematográfica ser paralisada devido à pandemia de COVID-19.

## Lançamento
Foi lançado digitalmente nos Estados Unidos em 25 de novembro de 2020, pela Hulu. Foi previamente agendado para um lançamento nos cinemas em 20 de novembro de 2020 e posteriormente remarcado para 25 de novembro, antes de ser comprado pelo Hulu devido à pandemia COVID-19. O filme ainda será distribuído internacionalmente pela Sony Pictures Releasing, sob seu selo TriStar Pictures, e pela Entertainment One. A trilha sonora original do filme foi lançada em 6 de novembro de 2020 pela Warner Records e apresenta canções de Anne-Marie, Bebe Rexha, Shea Diamond, Sia, Brandy Clark, Carlie Hanson e Tegan and Sara, entre outros.

## Recepção
No agregador de resenhas Rotten Tomatoes, o filme tem uma classificação de aprovação de 85% com base em 119 resenhas, com uma classificação média de 6,9/10. O consenso dos críticos do site diz: "Divirta-se com apresentações sinceras e alegria de Natal mais do que suficiente, tudo o que você deseja no Natal é Happiest Season [a época mais feliz em inglês] ." No Metacritic, tem uma pontuação média ponderada de 69 em 100, com base em 28 críticos, indicando "avaliações geralmente favoráveis".
Leah Greenblatt, da Entertainment Weekly, deu ao filme um B+ e o descreveu como "uma comédia inteligente e sincera, cujas pequenas falhas são facilmente apagadas por encantos maiores". Ao avaliar o filme para o Chicago Tribune, Michael Phillips deu-lhe 3 de 4 estrelas, dizendo que, apesar de sua aversão geral por filmes que giram em torno de um segredo, "Funciona. É construído. E as pessoas parecem reais, ou pelo menos adjacentes à realidade."